# Soyuz TMA-11
Soyuz TMA-11 foi uma  missão tripulada à Estação Espacial Internacional lançada do Cosmódromo de Baikonur em outubro de 2007, que levou três tripulantes à ISS para o início da Expedição 16 na estação espacial. Em sua tripulação a nave transportou o primeiro malaio a ir ao espaço, Sheikh Muszaphar Shukor.

## Tripulação
Tripulação lançada na Soyuz TMA-11:
| Posição                      | Tripulante                                             | Duração          | Pousou na    |
| ---------------------------- | ------------------------------------------------------ | ---------------- | ------------ |
| Comandante                   | Yuri Malenchenko                                       | 191d 19h 07m 05s | Soyuz TMA-11 |
| Engenheira de voo            | Peggy Whitson                                          | 191d 19h 07m 05s | Soyuz TMA-11 |
| Participante do voo espacial | Sheikh Muszaphar Shukor Primeiro astronauta da Malásia | 10d 21h 13m 10s  | Soyuz TMA-10 |

Tripulação retornada na Soyuz TMA-11:
| Posição                      | Tripulante                                       | Duração          | Lançou na    |
| ---------------------------- | ------------------------------------------------ | ---------------- | ------------ |
| Comandante                   | Yuri Malenchenko                                 | 191d 19h 07m 05s | Soyuz TMA-11 |
| Engenheira de voo            | Peggy Whitson                                    | 191d 19h 07m 05s | Soyuz TMA-11 |
| Participante do voo espacial | Yi So-Yeon Primeira astronauta da Coreia do Sul. | 10d 21h 13m 05s  | Soyuz TMA-12 |

## Parâmetros da Missão
- Massa: 7.200 kg
- Perigeu: 340 km
- Apogeu: 344 km
- Inclinação: 51,60°
- Período orbital: 91,40 minutos

## A missão
A TMA-11 acoplou-se com a ISS às 14:50 UTC de 12 de outubro de 2007 e ficou acoplada como nave de escape na ISS até seu retorno à Terra, em 19 de abril abril de 2008. Sheikh Muszaphar participou da missão como convidado do governo russo. Neste acordo, feito após a assinatura de um contrato milionário para compra de jatos soviéticos pela Malásia, a Agência Espacial Russa suportou o custo do treinamento e preparação de dois astronautas malaios para participarem de uma missão à ISS e enviou um deles ao espaço.
O papel de Muszaphar na missão foi o de ‘participante de voo espacial’ na linguagem técnica da NASA e da AER, o que as vezes causa confusão com os turistas espaciais, cidadãos comuns que compram suas passagens e voam ao espaço após alguns meses de treinamento básico de adaptação à falta de gravidade e sobrevivência na Cidade das Estrelas. Porém, o embaixador da Rússia na Malásia declarou à imprensa do país que Muszaphar é um cosmonauta treinado, declaração que teve a concordância de ex-astronautas americanos que o consideram um cosmonauta totalmente qualificado e assim deve ser considerado.

## Reentrada
Em seu retorno à Terra, a nave - pela primeira vez na história com duas mulheres a bordo de uma nave Soyuz - teve problemas na reentrada devido a mau funcionamento dos computadores, que a fez cruzar a atmosfera numa trajetória balística, mais acentuada que a trajetória aerodinâmica comummente usada, causado a seus tripulantes a sensação de serem submetidos a uma força gravitacional de 10G, dez vezes maior que a sofrida na superfície da Terra e que pode causar graves danos ao ser humano. Entretanto, apesar de realizar o pouso a 420 km fora do local pré-determinado no Cazaquistão devido à mudança da trajetória, e da antena e das escotilhas da Soyuz sofrerem queimaduras inesperadas, a tripulação não sofreu danos físicos. Foi a segunda vez consecutiva e terceira no programa Soyuz-ISS que uma destas naves fez a reentrada na atmosfera numa trajetória balística.